# Lipinlahti
Lipinlahti är en vik i Finland. Lipinlahti är en del av sjön Pielisjärvi. Den ligger i Nurmes i landskapet Norra Karelen, i den centrala delen av landet, 400 km nordost om huvudstaden Helsingfors.